# Зауэр, Генрих (политик)
Генрих Зауэр (нем. Heinrich Sauer; 21 апреля 1905, Гротенбург, Северный Рейн-Вестфалия, Германская империя — 12 февраля 1966, Детмольд, ФРГ) — немецкий политик, судья, депутат рейхстага, член НСДАП, обергруппенфюрер НСКК.
Обучался банковскому делу. До 1932 года работал управляющим директором отеля «Кайзерхоф» в Детмольде.
С 18 лет — член нацистской партии (НСДАП). В 1932 году стал членом городского совета Детмольда. В 1933 году на федеральных выборах избран депутатом ландтага.
С 1936 года — группенфюрер национал-социалистического механизированного корпуса, выдвинут нацистами в качестве депутата рейхстага.
В апреле 1938 года Гитлер назначил его членом Народного суда — высшего чрезвычайного судебного органа нацистской Германии.
До весны 1945 года — депутат нацистского рейхстага, в котором он представлял избирательный округ 6 (Поморье).
С апреля 1938 года Зауэр — руководитель одной из пяти моторизованных «обергрупп» — «митте» (Motor-Obergruppe Mitte). В НСКК дослужился до звания обергруппенфюрера.
Участник Второй мировой войны. Служил до 1942 года.